# Insuficiencia respiratoria aguda
La insuficiencia respiratoria aguda se define como la incapacidad del organismo para mantener los niveles arteriales de oxígeno (O2) y dióxido de carbono (CO2) adecuados para las demandas del metabolismo celular. A diferencia del cuadro crónico, la insuficiencia respiratoria aguda se caracteriza por ser tan súbita que el organismo no puede realizar mecanismos compensatorios o de adaptación al reto respiratorio. Es considerada una urgencia médica que amenaza la vida.

## Definición
La insuficiencia respiratoria aguda es un síndrome caracterizado por la incapacidad del sistema respiratorio de cumplir su función básica, que es el intercambio gaseoso de oxígeno y dióxido de carbono entre el aire ambiental y la sangre circulante, culminando en la falla del metabolismo celular del organismo, es decir, cuando se altera la hematosis.
A pesar de que no existe un Término MeSH específico para la insuficiencia respiratoria aguda, puede definirse como:

Failure to adequately provide oxygen to cells of the body and to remove excess carbon dioxide from them. (Stedman, 25th ed)
Imposibilidad de ofrecer la cantidad adecuada de oxígeno a las células del cuerpo y de retirar el exceso de dióxido de carbono de las mismas. (Stedman, 25a. ed).
Término MeSH para insuficiencia respiratoria

En términos médicos, la insuficiencia respiratoria se define como la presencia de una hipoxemia arterial (PaO2 menor a 60 mmHg u 80 mmHg, dependiendo del autor) en reposo y en vigilia, a nivel del mar y respirando aire ambiental. Este criterio puede acompañarse de hipercapnia (PaCO2 mayor de 45 mmHg). Para fines prácticos, puede entenderse que una saturación de oxígeno entre 90  y 95  equivalen a una PaO2 de 60 y 80 mmHg.

## Clasificación
La insuficiencia respiratoria se puede clasificar, según su presentación, como aguda o crónica. Algunos autores incluyen la presentación crónica-agudizada como la aparición de un evento agudo en una persona con una insuficiencia crónica subyacente.
Por su velocidad de instauración:
- Aguda: Se instaura en un periodo de tiempo tan corto que la persona no puede compensar o adaptarse al cambio. Casi siempre se presenta como consecuencia de un acontecimiento concreto en una persona sana.[2][4]
- Crónica: Instaurada paulatinamente, el sujeto puede compensar el reto al que su organismo se enfrenta; sin embargo, pierden reserva funcional que les impide compensar nuevos retos.[2][4]
- Crónica Agudizada: Se trata de aquel enfermo previamente que no puede compensar un nuevo reto.[3]

Por su componente gasométrico:
- Insuficiencia respiratoria global o hipercapnia: En este subtipo, la PaO2 se encuentra disminuida (hipoxemia) y la PaCO2 incrementada. Se observa en enfermedades con hipoventilación alveolar generalizada y en trastornos V/Q (ventilación-perfusión pulmonares) tan extensos que no logran ser compensados.[3]

- Insuficiencia respiratoria parcial o hipoxémica: En este otro subtipo, la PaO2 se encuentra disminuida (hipoxemia) y la PaCO2 normal o disminuida. Se observa en trastornos de la relación y trastornos de la difusión.[3]

Por la alteración del pH sérico: 
- Insuficiencia respiratoria compensada: No existe alteración del pH plasmático.[4]

- Insuficiencia respiratoria no compensada: Existe alteración del pH plasmático y cifras de bicarbonato sérico normales o ligeramente aumentadas.[4]

Por el gradiente alvéolo-arterial de oxígeno (A-aO2):
- Gradiente A-aO2 normal: con A-aO2 menor o igual a 20 mmHg indican una hipoventilación alveolar.[4]

- Gradiente A-aO2 aumentado: con A-aO2 mayor a 20 mmHg indican una alteración del parénquima pulmonar.[4]

Estas clasificaciones por lo general pueden combinarse entre sí.

## Etiología
Las causas de insuficiencia respiratoria aguda pueden dividirse en dos grandes grupos dependiendo de su mecanismo de disfunción predominante.
- Falla en el intercambio gaseoso o hematosis
  - Síndrome de distrés respiratorio en el adulto
  - Edema pulmonar cardiogénico
  - Neumonía extensa
  - Tromboembolia pulmonar
  - Atelectasia extensa
  - Crisis asmática grave
  - Derrame pleural masivo
  - Hemorragia alveolar
  - Neumotórax extenso
- Falla en la ventilación
  - Traumatismo craneoencefálico
  - Síndrome de Guillain-Barré
  - Miastenia gravis
  - Intoxicación por curare y organofosforados
  - Botulismo
  - Porfiria aguda intermitente
  - Hipofosfatemia
  - Hipokalemia
  - Hipomagnesemia

## Fisiopatología
Los mecanismos fisiopatológicos que pueden ocasionar una insuficiencia respiratoria aguda son:
- Disminución en la presión de O2 existente en el aire espirado
- Hipoventilación alveolar
- Alteración en la capacidad de difusión alvéolo-capilar
- Desequilibrio en la relación entre ventilación y perfusión pulmonares
- Existencia de un shunt o cortocircuito circulatorio de derecha a izquierda.

Todos estos mecanismos pueden asociarse y aparecer simultáneamente en un mismo enfermo.

### Disminución en la presión de O2existente en el aire inspirado
Es el mecanismo menos frecuente ocurriendo en situaciones relativamente raras para la población general como el incremento excesivo de altitud (actividades como el alpinismo) o intoxicación por gases nocivos (incendios).

### Hipoventilación alveolar
Se produce cuando disminuye el volumen inspirado por minuto, produciendo una disminución en la presión alveolar de O2 aumento en la presión alveolar CO2. Dado que la relación entre la ventilación alveolar y la PaCO2 es hiperbólica e inversamente proporcional, cualquier disminución en la ventilación alveolar se asocia con un incremento de la PaCO2 arterial. Siendo este el mecanismo, siempre se acompaña de hipercapnia. Se encuentra en enfermedades del sistema nervioso central (incluidas las intoxicaciones por sedantes y opioides, que actúan inhibiendo el centro respiratorio) y de los músculos respiratorios (síndrome de Guillain-Barré, por ejemplo) y por lo general suele corregir con el aumento de la FiO2.

### Alteración de la difusión pulmonar
Estas se generan por la alteración del sistema alvéolo capilar como el aumento del grosor de la membrana (como en la fibrosis pulmonar), la disminución de la superficie alveolar (como en el Enfisema pulmonar) o del lecho vascular pulmonar. Por lo general se asocian con hipocapnia y elevación del volumen minuto respiratorio. La hipoxemia de este origen también corrige con la administración de oxígeno (aumento de la FiO2).

### Alteración de la relación ventilación/perfusión
Este desequilibrio se presenta en la mayoría de las ocasiones y se da por la presencia de áreas con V/Q -cociente entre la ventilación (V) y la perfusión (Q)- alto y V/Q bajo. Cuando el cociente V/Q es alto, el área pulmonar se encuentra bien ventilada pero mal perfundida; y cuando este cociente es bajo el área pulmonar está bien perfundida pero mal ventilada. Los desequilibrios V/Q están presentes en los procesos que
afectan, simultáneamente, a las vías aéreas de pequeño calibre y al parénquima pulmonar. Cuando esta alteración se vuelve crónica produce retención de CO2. Ejemplos de este mecanismo son en la enfermedad pulmonar obstructiva crónica (EPOC), las bronquiectasias y las neumopatías intersticiales. La hipoxemia corrige con la administración de oxígeno a concentraciones elevadas.

### Shunto cortocircuito de derecha a izquierda
La presencia de un shunt o cortocircuito que vaya de derecha a izquierda provoca que la sangre desoxigenada vuelva a circular sin pasar por el proceso de oxigenación. Puede darse por mecanismos intrapulmonares, como la presencia de áreas perfundidas pero no ventiladas que presentan cociente V/Q de cero, como en la neumonías, atelectasias, edema agudo de pulmón o hemorragias, o bien por mecanismo extrapulmonares, como la presencia de vasos que generan paso de sangre poco oxigenada a vías que se esperan oxigenadas, como algunas cardiopatías cianotizantes del recién nacido. En estas entidades existe hipercapnia y el oxígeno suplementario no resuelve la hipoxemia.

## Cuadro clínico
La primera manifestación clínica es disnea que, a diferencia del cuadro crónico, se manifiesta habitualmente antes de la alteración de los gases arteriales y pone en evidencia el mayor esfuerzo respiratorio generado para suplir la demanda de oxígeno. Como parte del mecanismo compensatorio inmediato, la persona puede manifestar taquicardia y taquipnea. El resto del cuadro clínico se basa en las manifestaciones secundarias de hipercapnia e hipoxia y se pueden ejemplificar como:
- Manifestaciones de hipoxemia más comunes (disminución de la PaO2)
  - Deterioro del estado de despierto
  - Cambios de personalidad
  - Confusión
  - Ansiedad
  - Convulsiones
  - Coma
  - Compromiso circulatorio
  - Taquicardia
  - Hipertensión o hipotensión
  - Arritmias e insuficiencia cardíaca
  - Angor
  - Taquipnea
  - Cianosis
- Manifestaciones de hipercapnia (aumento de PaCO2)
  - Compromiso neurológico
  - Cefalea
  - Confusión
  - Estupor
  - Coma
  - Convulsiones
  - Asterixis
  - Mioclonías
  - Edema papilar
  - Compromiso circulatorio
  - Arritmias
  - Hipotensión

## Diagnóstico
Se acepta que existe insuficiencia respiratoria cuando, respirando aire ambiental (con fracción inspirada de oxígeno o FiO2 de 0.21), al nivel del mar, en reposo y en vigilia, la PaO2 es menor de 60 mmHg, lo que puede asociarse o no con una variación en el valor de PaCO2 (>45 mmHg). Es por eso que la gasometría arterial es imprescindible para el diagnóstico de este síndrome.
La valoración de la agudeza o cronicidad de una insuficiencia respiratoria se realiza por anamnesis o por criterios bioquímicos como la retención de bicarbonato o la poliglobulia; ambos alterados en pacientes con enfermedad crónica.
| Criterio                       | IR - aguda               | IR - crónica                |
| Antecedentes respiratorios     | Ausentes                 | Presentes                   |
| Evolución de los síntomas      | Corta                    | Larga                       |
| Tolerancia clínica             | Mala                     | Regular                     |
| Tasa de hemoglobina            | Normal                   | Poliglobulia                |
| pH plasmático                  | Ácido si hay hipercapnia | Normal                      |
| Bicarbonato sérico             | Normal                   | Elevado, si hay hipercapnia |
| Datos de cor pulmonale crónico | Ausentes                 | Presentes                   |

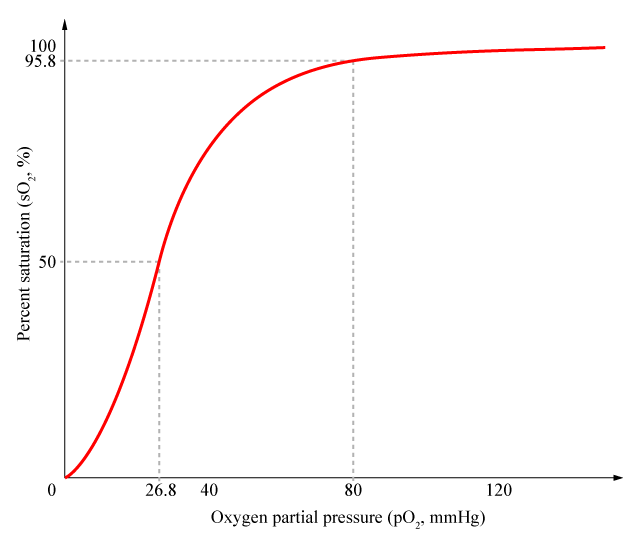
Curva de disociación de la hemoglobina, según la saturación de oxígeno.

La elección de 60 mmHg de PaO2 como umbral para el diagnóstico de insuficiencia respiratoria está basado en la forma de la curvatura de disociación de la hemoglobina donde encima de este nivel la saturación de oxígeno se mantiene alto y estable; sin embargo, debajo de este nivel cualquier reducción mínima puede generar una disminución notable de la saturación de oxígeno.
Es conveniente saber que a medida que incrementa la  FiO2 se espera un incremento en el A-aO2. Una vez que se han obtenido varias gasometrías con diferentes FiO2 (especialmente superiores a 0.4) se pueda utilizar la relación PaO2/FiO2, llamado índice de oxigenación o índice de Kirby.